# Eli ibn Chajim
Eli ibn Chajim (Eli ben Hayim, Elia ibn Chaim etc.; * 1532; † um 1606) war jüdischer Gelehrter und Posek mit einer ausgedehnten Korrespondenz mit jüdischen Gelehrten in aller Welt.

## Werke (Auswahl)
- Hanothen Imre Schefer. Venedig 1630 und öfter
- Majim chajim. Venedig 1647 und öfter